# Cheiloneurus ceroplastis
Cheiloneurus ceroplastis is een vliesvleugelig insect uit de familie Encyrtidae. De wetenschappelijke naam is voor het eerst geldig gepubliceerd in 1923 door Ishii.